# جيمس غروفز
جيمس غروفز (بالإنجليزية: James Groves)‏ (1 يوليو 1883 في المملكة المتحدة - 1 يناير 1939) هو لاعب كرة قدم بريطاني (وحمل سابقاً جنسية المملكة المتحدة لبريطانيا العظمى وأيرلندا) في مركز الدفاع. لعب مع شيفيلد يونايتد ونادي ميدلزبره ولينكولن سيتي أف سي.